# Čarodějnice školou povinné (seriál, 1998)
Čarodějnice školou povinné (v anglickém originále The Worst Witch) je britsko-kanadský televizní seriál vysílaný v letech 1998–2001 na televizní stanici ITV. Seriál byl natočen na námět stejnojmenné knižní série od Jill Murphyové. Na seriál později navázaly pořady Weirsister College (2001) a The New Worst Witch (2017–2020).

## Přehled
Děj Čarodějnic školou povinných se točí okolo mladé studentky Mildred Virválové, jež se chce stát čarodějnicí. Život na Čarodějnické akademii slečny Krákavé jí ale znepříjemňuje Ethel Svatoušková a slečna Metlová. Na druhou stranu má i mnoho přítelkyň (Maud Měsíčkovou, Enid Blínovou, Ruby Třešňovou, Jadu Waliovou, Fenellu Horečkovou, Griseldu Černolesou a později také Sibillu Svatouškovou a Clarice Vránovou).

## Hlavní postavy

### Žákyně
- Mildred Virválová (Georgina Sherrington) – Mildred je hlavní hrdinkou seriálu. Je to neohrabaná mladá dívka, které se na Čarodějnické akademii slečny Krákavé příliš nedaří. Je vysoká, má dlouhé tmavé vlasy spletené do copů a nikdy si nezavazuje tkaničky. Mildred nepochází z čarodějnické rodiny jako většina ostatních dívek, ale díky svému prvotřídnímu tvůrčímu psaní, které slečnu Krákavou zaujalo, získala stipendium na akademii (v celém seriálu je zobrazována jako kreativní, zejména v umění). Mildred je dobrosrdečná a snaživá, ale je i dobrodružná a impulzivní, což ji často přivádí do problémů s jejími učitelkami, zejména s přísnou slečnou Metlovou. Mildred vytváří zmatek, plete si kouzla a lektvary, a často málem přivede školu do problémů. Protože však umí také učitelky, žákyně a někdy i celou akademii zachránit před zánikem, vždy tak unikne vyloučení.  Mildred je vytrvalá a směruje svou tvůrčí energii do své snahy stát se dokonalou čarodějnicí. Mildred má spory s Ethel Svatouškovou, které trvají po celý seriál až do Weirdsister College.
- Ethel Svatoušková (Felicity Jones v 1. a 4. řadě, Katy Allen v 2. a 3. řadě) – Ethel je rivalkou Mildred Virválové. Také navštěvuje akademii a pochází z prominentní čarodějnické rodiny. Na své spolužáky působí dojmem vzorné studentky, je ale rozmazlená, snobská a pomstychtivá, i když v přítomnosti učitelek se dokáže chovat sladce a nevinně. Ethel se s potěšením posmívá Mildred, když se jí nedaří vycvičit kočku a létat na koštěti. Mildred na to zareaguje tak, že z Ethel udělá prase. Od té doby se Mildred a Ethel navzájem nesnášejí a Ethel dělá vše proto, aby Mildred vyloučili. Ethel je talentovaná a často také poroučí lidem kolem sebe a podbízí se těm vlivným. Protože pochází ze známé čarodějnické rodiny a její otec je předsedou správní rady, považuje se za nadřazenou všem ostatním žákům na akademii. Ethel a její jediná kamarádka Drusilla Výběhová jsou spíše spojenci než opravdoví přátelé, a nikdo je nemá rád. V dílu Neférové místo však jejich přátelství skončí, neboť Drusilla souhlasí s pokusy Mildred a jejích přítelkyň postavit se učitelkám. Na rozdíl od své povahy je Ethel atraktivní mladá dívka, která později na Weirdsister College dospívá v krásnou a oblíbenou teenagerku. Ve druhém roce na akademii změní svůj vzhled pomocí kouzelné přeměny, zpočátku proto, aby zakryla skutečnost, že je sestrou ufňukané Sybily Svatouškové. Přeměna se jí povede, a tak se rozhodne, že si nový vzhled po zbytek svého času na akademii ponechá.
- Maud Měsíčková (Emma Brown, ve 3. řadě pod jménem Emma Jayne Brown) – Maud je Mildredina nejlepší kamarádka. Je to menší dívka s brýlemi a rovnými vlasy, které nosí v culíkách. Je k Mildred velmi loajální a pomáhá jí při většině dobrodružství, často i proti jejímu přesvědčení. Maud je slušná a ohleduplná, ale Mildredina neustálá nemotornost ji unavuje, a proto jí často radí, jak se zlepšit. Dokáže být i pohotová, když někdo zaútočí na její nejlepší přátele, a dokonce se odváží postavit i slečně Metlové, aby ochránila Mildred. V dílu Skopičiny s opičkou začne Maud žárlit na začínající přátelství Mildred s Enid a obrátí se proti Mildred, přičemž se postaví na stranu nepřátelské a pomstychtivé Ethel. Nicméně ji unavuje Ethelino neustálé ponižování Mildred a tak se vrátí zpět ke své přítelkyni. Většinou se snaží zabránit Enid, aby svedla Mildred na špatnou cestu. Maud se v posledním dílu utká s Ethel o pozici hlavní dívky, ale na poslední chvíli odstoupí s tím, že Mildred se na tento post hodí lépe než ona.
- Enid Blínová (Jessica Fox) – Enid je další z Mildrediných blízkých přítelkyň. Poprvé se objevuje v dílu Skopičiny s opičkou, kde přichází na Čarodějnickou akademii slečny Krákavé a  Mildred jí představuje školu. Mildred si nejprve myslí, že bude s Enid budou jen potíže. Snaží se Mildred přimět, aby si ji oblíbila, ale její pokusy vedou jen k tomu, že se Mildred dostane do problémů. Je přátelská a dobrosrdečná, ale někdy překračuje hranice ve snaze spřátelit se s lidmi a pomáhat jim. Mildred si okamžitě oblíbí a doufá, že bude její přítelkyní. Zná mnoho kouzel a používá je bez ohledu na kodex čarodějnic, často pro sobecké a
- triviální účely. Její kouzla navíc často nefungují tak, jak by měla.
- Drusilla Výběhová (Holly Rivers) – Drusilla je nejlepší a jediná přítelkyně Ethel. Je pomstychtivá, ale postrádá zášť, kterou má Ethel a zdá se, že se jí i bojí. Drusilla a Ethel drží pohromadě, a zdá se, že jsou spíše spojenci než přítelkyně. Drusilla během seriálu několikrát projeví nechuť nebo lítost nad plány Ethel. I když se občas za jejími zády spojí s Mildred a jejími přáteli (a zdá se, že si s nimi rozumí), vždy se nakonec vrátí k Ethel. V posledních dvou dílech 3. řady s ní však nadobro ukončí své přátelství, neboť se přidá na stranu Mildred.
- Ruby Třešňová (Joanna Dyce) – Ruby je další Mildredina přítelkyně. Je to vysoká dívka s kudrnatými vlasy spletenými do copánků. Má vynalézavou osobnost, je velmi loajální ke svým přátelům a ráda se učí. Má také zájem v elektronických věcech, a proto je trnem v oku staromódní slečny Metlové, která jí tyto věci zabavuje. Později Ruby vytváří řadu šílených vynálezů, které se téměř vždy nepovedou. Když například vytvořila stroj času, převedla omylem v čase dvě zlé čarodějnice, které pokračovaly ve své dávné bitvě na akademii. Zachránit školu bylo poté na Mildred a slečně Metlové. Ruby také pracuje na transportním zařízení, díky kterému se lidé mohou přemisťovat stejně jako slečna Metlová. V dílu Přesně jako hodiny zařízení vyzkouší paní Neúprosná, což dopadne velmi špatně.
- Jadu Waliová (Harshna Brahmbhatt) – Jadu je rovněž Mildredina blízká přítelkyně. Je velmi rozumná a během prvních dvou let na akademii má spíše pokornou povahu. Přesto se často připojí k Mildred a ostatním v jejich dobrodružství. Jadu se velmi ráda učí a chová se vyspěle, ovšem v dílu Neférové místo se s Mildred pokusí postavit proti pravidlům a bojovat za práva studentů, čímž se postaví proti zaměstnancům školy.
- Harriet z Durmanu (Charlotte Powell) – Harriet je studentkou na Čarodějnické akademii slečny Krákavé a chodí do stejného ročníku jako Mildred.

### Učitelky
- Slečna Amélie Krákavá (Clare Coulter) – Slečna Krákavá je ředitelkou akademie. Je často unavená z Mildrediných výtržností, je ovšem mnohem spravedlivější a sympatičtější než slečna Metlová. Slečna Krákavá miluje sýry, tvarohové koláče a krémové dorty, a většinu svého volného času tráví v cukrárně. Má zlé dvojče jménem Agáta, která se během první řady dvakrát pokusí ovládnout školu. Slečna Krákavá navštěvovala Čarodějnickou akademii s paní Hecketty Neúprosnou, i když ji tenkrát znala pod jiným jménem, jako Vilemínu Červotočovou. Slečna Krákavá má také neteř Gabrielle, která přišla na akademii jako studentka učitelství během dílu Chybami se člověk učí. Krákavá ale držela své příbuzenství v tajnosti před veškerým personálem a nechtěla, aby jí bylo poskytnuto zvláštní zacházení. (Clare Coulter je jedinou herečkou ze seriálu z roku 1998, která si zahrála i v jeho nové verzi The New Worst Witch.)
- Slečna Constance Metlová (Kate Duchêne) – Slečna Metlová je děsivá zástupkyně ředitelky na Čarodějnické akademii slečny Krákavé. Je vysoká, hubená a vhání strach do srdcí studentek. Navíc se zdá, že chová k Mildred zvláštní odpor. Slečna Metlová je jedinou čarodějkou ve škole, která má schopnost teleportace. Chválí a nadržuje Ethel Svatouškové, ale Mildred neustále ponižuje před ostatními žákyněmi. Metlová je přívrženkyní standardů a tradic, věří v silnou disciplínu a nemá ráda většinu ostatních učitelek, zejména slečnu Brnkavou, kterou považuje za neschopnou a nezodpovědnou. Slečna Metlová je výjimečně talentovaná a mocná čarodějka a často je na ní, aby zachránila situaci, která se vymkne kontrole. Když se zlá sestra slečny Krákavé, Agáta, a její pomocnice pokusí převzít školu, Agáta prohlásí, že je slečna Metlová opravu nebezpečná a musí se nejprve vypořádat s ní, což naznačuje, že se Metlové bojí i dospělá čarodějnická komunita. Ukázalo se ale, že má i laskavější stránku, například když upraví test lektvarů, aby ho Mildred usnadnila. Navzdory její děsivé povaze je naznačeno, že se Metlová bojí jedné čarodějnice: paní Hecketty Neúrposné, její dávné učitelky, o níž Metlová tvrdí, že ji naučila vše, co umí. Slečna Metlová se krátce objevila v prvním dílu Weirdsister College, přivolána kouzlem, aby otestovala Mildred hned při nástupu do nové školy.
- Slečna Imogen Zdatná (Claire Porter) – Slečna Zdatná je učitelkou tělesné výchovy a jediným vyučujícím na akademii, který nemá kouzelné schopnosti. Pokud jde o kondici a zdraví, dokáže být velmi přísná, ale i přesto je pro Mildred často nejsympatičtější učitelkou. Miluje přírodu a často bere dívky do lesa. Má přítele jménem Serge, se kterým se seznámí v dílu Velký výlet. V dílu Tajný spolek hrozí po střetu se slečnou Metlovou výpovědí, a říká, že jí Serge nabídl práci ve svém centru. Slečna Krákavá ji ale přesvědčí, aby zůstala, a učiní z ní vedoucí nového spolku. Slečně Metlové velmi vadí, že slečna Zdatná není čarodějnice. V dílu Schopnosti slečny Zdatné se Mildred a její přítelkyně rozhodnou tajně připravit lektvar, který dá slečně Zdatné čarodějnické schopnosti. Slečna Krákavá věří, že schopnosti získala díky časté přítomnosti mezi čarodějnicemi a je nucena udělit slečně Zdatné investituru a oficiálně ji pojmenovat jako čarodějnici. Zdatná si pak změní jméno na Hilary Hemlockovou, ale stane se sobeckou a začne nerozumně zacházet se svými schopnostmi, což způsobí, že se Mildred k lektvaru přizná. Poté slečna Zdatná pozře protijed a vrátí se do svého původního stavu.
- Slečna Rozverná (Una Stubbs) – Slečna Rozverná je učitelkou zpěvu na akademii během 1. a 2. řady. Žije ve skříni s papírnickými potřebami ve sborovně a má ve zvyku jíst bizarní jídla, včetně květin, hub a krmiva pro kočky. Slečna Rozverná také není nejspolehlivější osobou, což se projeví v dílu Poplachy plané a pravé. V dílu Staré klobouky a nová košťata slečna Rozverná všechny překvapí návratem z Mongolska (letní prázdniny totiž obvykle tráví ve skříni ve sborovně). Slečna Rozverná nenávidí slečnu Metlovou a často se hádá i se slečnou Zdatnou. Když slečna Gimletová, učitelka druhého ročníku, na začátku nového školního roku odejde, slečna Rozverná bojuje se slečnou Zdatnou o to, kdo z nich by ji měl nahradit. Slečna Krákavá se nakonec rozhodne, že je nechá pozici sdílet, ale později dá slečně Rozverné na polovinu školního roku na starosti první ročník. Slečna Rozverná opustí akademii z neznámých důvodů na konci 2 řady a je nahrazena slečnou Brnkavou.
- Slečna Brnkavá (Polly James) – Slečna Brnkavá je náhradní učitelkou zpěvu za slečnu Rozvernou. Poprvé je představena v dílu Tajný spolek. Má kouzelný flašinet, který se většinu svého prvního dílu snaží naladit. Je podobná slečně Rozverné, ale je více moderní. Během dílu Ztracený akord je okouzlena rakouským dirigentem, profesorem von Raffenburgem, který se ji pokusí využít k nalezení slavného Ztraceného akordu. Sybila Svatoušková ale zjistí, že je ve skutečnosti podvodník, který chce pomocí Ztraceného akordu okrást všechny ve škole.

### Vedlejší postavy
- Griselda Černolesá (Poppy Gaye) – Griselda a její nejlepší kamarádka Fenella jsou hlavními vedlejšími postavami. Přezdívá se jí Gris a je o rok starší než Mildred. Poprvé je viděna v dílu Souboj košťat. Později se stane přítelkyní Mildred i ostatních dívek a objevuje se v mnoha dílech, kde obvykle Mildred a ostatním pomáhá s kouzly a lektvary. Griselda a Fenella jsou také přítelkyněmi Sybily a Clarice.
- Fenella Horečková (Julia Malewski, Emily Stride) – Fenella, přezdívaná Fenny, je nejlepší přítelkyní Griseldy Černolesé. Společně s Griseldou ukážou Mildred a jejím přítelkyním tajnou místnost pod knihovnou, která se později stane zázemím pro jejich klub. Fenella jednou proměnila Baze a Gaze v sochy poté, co v dílu Kouzelné proměny urazí Griseldu. Přestože jsou jen o rok starší než Mildred, že znají celou historii a tajemství akademie, včetně tajných místností, nejtemnějších knih v knihovně a dokonce i místo umístění tajného trezoru slečny Krákavé. (Julia Malewski byla ve 3. řadě nahrazena Emily Stride.)
- Charlie Poupě (Nicholas Pepper) – Charlie je synovec Franka Poupěte. Poprvé se objevil v díle Prase v pytli, když přijel na akademii za svým strýcem. Když Mildred promění Ethel v prase, pomáhá jí Ethel najít a proměnit ji zpět. Později se objeví v dílu Touha létat, když přijede do akademii s tím, že se chce stát čarodějem a žádá. aby ho přijali ke studiu. Poté, co si uvědomí, že to není možné, stane se žákem na kouzelnické škole Kamelot. Je viděn i v dílu Smíšená třída, když dívky z akademie navštíví Kamelot. Charlie se také objevil ve vánočním speciálu Popelka v bagančatech, kde pomáhal v zákulisí a později převzal roli prince.
- Frank Poupě (Berwick Kaler) – Frank je správcem Čarodějnické akademie slečny Krákavé. Objevuje se v několika dílech v průběhu celého seriálu. Když se zrovna nestará o údržbu školy, je obvykle v kuchyni, kde jí italskou kuchyni paní Škrobové. V dílu Zahradnická soutěž se přihlásí do soutěže v zahradničení, ale jeho rostlina je zničena jeho konkurentem Terry Rootem. Mildred a její přítelkyně poté vyrobí lektvar pro pěstování rostlin, aby Frankovo rostlinu zvětšily. To funguje, dokud to nepřekazí Ethel s Drusillou. Jeho synovec Charlie ho občas navštěvuje na akademii. Frank poté odejde studovat vysokou školu v oboru zahradnictví a je nahrazen svým bratrem Tedem (Fine Time Odchází studovat zahradnickou vysokou školu a je nahrazen svým bratrem Tedem (Fine Time Fontayne).
- Hecketty Neúprosná (Janet Henfrey) – Hecketty Neúprosná je školní inspektorkou, a poprvé se objeví v dílu Inspekce, kde navštíví akademii, aby provedla inspekci. Poté, co se jí do cesty postaví Sybila Svatoušková a promění ji v dítě, ji pozná slečna Krákavá, neboť s ní chodila na akademii. Tak je prozrazeno i její původní jméno - Vilemína Červotočová. Slečna Krákavá vzpomíná, že byla Červotočová tyranka, která napadala spolužáky, proměňovala učitelky v plazy a snažila se zamrazit školu do kostky ledu. Slečna Krákavá slíbí, že ji promění zpět, pokud potvrdí, že akademie inspekcí prošla. Ukáže se, že Hecketty Neúprosná byla také učitelkou a učila slečnu Metlovou. Hecketty Neúprosná je překvapená i zklamaná zároveň, když zjistí, že je slečna Metlová učitelka a myslí si, že tak plýtvá svým talentem. Stejně jako slečna Metlová má Hecketty Neúprosná schopnost teleportace a ukáže se, že to slečnu Metlovou naučilá právě ona. Hecketty Neúprosná se vrátí na akademii v dílu Přesně jako hodiny, aby zastoupila jako ředitelka, zatímco je slečna Krákaváu své nemocné tety. Mildred zaslechne, že pan Svatoušek plánuje poslat slečnu Krákavou do předčasného důchodu a chce z Hecketty Neúprosné udělat ředitelku. To se ale díky slečně Metlové nestane, neboť slečnu Krákavou kontaktuje a přesvědčí ji, aby se vrátila.
- Paní Přívětivá (Sheena Larkin) – Paní Přívětivá je majitelkou místních čajoven, které jsou v lese za hranicí hradu, ale to dívkám nebrání v tom, aby čajovny navštěvovaly. Slečna Krákavá navštěvuje paní Přívětivou pravidelně, protože zbožňuje šlehačkové dorty. V dílu Jde se na dorty byla téměř nucena prodat své čajovny vývojáři Percy Slycemu, ale vše bylo zmařeno Mildred a jejími přítelkyněmi. V dílu Nezapomenutelný zážitek dovolí Mildred, Maud, Ethel a Drusille, aby v její čajovně pracovaly.
- Clarice Vránová (Georgia Isla Graham) – Clarice je nejlepší přítelkyní Sybily Svatouškové. Je velmi loajální a podporuje svou plačtivou a méně sebevědomou kamarádku po celou 2. řadu. V jednom dílu prozradí, že se chtěla stát velkou čarodějnicí už od malička. V dílu Kouzelná lampa sestrojí se Sybilou kouzelnou pochodeň, která jim plní přání a umožňuje jim na chvíli získat luxusnější životní styl. Bohužel vedlejší účinky magie začnou ničit hrad a tak se lampy musí vzdát.
- Barry (Baz) Neúprosný (Paul Child) - Baz je studentem na Kamelotu. Spolu se svým nejlepším přítelem Gazem je tyran a oba se posmívají Mildred a jejím přítelkyním. Šikanují Merlina a později i Charlieho Poupěte. V dílu Smíšená třída se ukáže, že Baz je zamilovaný do Mildred. Objeví se také ve vánočním speciálu Popelka v bagančatech jako jedna z ošklivých sester v pantomimické hře.
- Gary (Gaz) Svatoušek (Anthony Hamblin) – Gaz je Bazův nejlepší přítel a také spolužák na Kamelotu. Jako jedna z ošklivých sester se objeví ve vánočním speciálu Popelka v bagančatech. Stejně jako Baz je i on tajně zamilovaný do Mildred.
- Pan Svatoušek (Patrick Pearson) – Pan Svatoušek je předsedou guvernérů na akademii, a otec Ethel a Sybily. Je velmi zručný s počítači a často se snaží přimět akademii k modernizaci a využívání technologií. V dílu Milénium provádí popovou hvězdu Amandu po škole se záměrem přesvědčit ji, aby hrad koupila a proměnila ho ve svůj domov. Také plánoval postavit zcela novou, ultramoderní školu a přemístit do ní akademii. Tento plán je ale zmařen Mildred a slečnou Metlovou, kteří Amandu přesvědčí, aby nechala slečnu Krákavou nadále využívat hrad pro akademii. Ačkoli jméno Svatoušek má čarodějnickou historii, která sahá stovky let zpět, nezdá se, že by pan Svatoušek měl kouzelné schopnosti. Možná právě proto povzbuzuje své dcery, aby se staly čarodějnicemi a pokračovaly v tradici.
- Sybila Svatoušková (Charlotte Knowles) – Sybila Svatoušková je mladší sestra Ethel. Akademii začne navštěvovat ve 2. řadě, je tedy o rok mladší než Ethel a Mildred. Během 2. řady je plačtivá. Zpočátku se Mildred a jejích přítelkyň bála, protože jí o nich Ethel vyprávěla smyšlené příběhy. Mildred však začne mít ráda, neboť ji v dílu Poplachy plané a pravé zachrání před kouzelným tornádem. I když zjevně přišla na akademii kvůli nátlaku svého otce, postupně se ve škole zabydluje a stává se mnohem sebevědomější a intuitivnější. Stane se velmi úspěšnou ve zpěvu a v hudbě a dokonce se jí několikrát podaří zachránit školu před katastrofou. V dílu Inspekce se jí podaří zastavit Hecketty Neúprosnou v uzavření školy, když objeví kouzlo, kterým ji promění v dítě a odhalí tak její minulost. V dílu Ztracený akord pomáhá s Clarice zastavit falešného hudebníka, který svádí slečnu Brnkavou a kouzlem okrádá všechny dívky ve škole.
- Velký čaroděj Egbert Nudný (Terrence Hardiman, Richard Durden) – Velký čaroděj se objevuje v několika dílech. Často navštěvuje akademii se svými studenty. Velký čaroděj je ředitelem Kamelotu a v dílu Smíšená třída plánuje sloučit Kamelot s akademií, aby se stal společnou školou pro čarodějnice a čaroděje. Díky Mildred a jejím přítelkyním se to ale nestane. Velký čaroděj navštěvoval akademii jako student, když to bývala vysoká škola pro čaroděje. (Richard Durden nahradil Terrence Hardimana ve 2. řadě, Hardiman se poté vrátil v řadě 3.)
- Merlin (Guy Witcher) – Merlin, přezdívaný Brejlovec, je studentem na Kamelotu. Byl šikanován Bazem a Gazem, se kterými několikrát navštívil akademii. Kamelot poté opustil, aby se stal učedníkem Algernona Rowana-Webba. Byl to právě Merlin, kdo omylem osvobodil draka z vězení v jeskyni, a později pomohl Mildred a jejím přítelkyním ho zastavit.
- Paní Škrobová (Annette Badland) – Paní Škrobová je školní kuchařka. Je to Italka a často si stěžuje, že musí žákům vařit tradiční školní jídlo namísto italské kuchyně. Je k Mildred laskavá a někdy ji vezme do kuchyně, aby se najedla, když jí nechutná školní oběd. Díky Mildred dovolí slečna Krákavá na konci dílu Půlnoční hostina, aby se každou sobotu podávala pizza. Paní Škrobová má největší roli v dílu Kouzelné proměny, kde má velký problém s krysou v kuchyni. Během 2. řady byla na krátkou dobu nahrazena novou kuchařkou. I když bylo její jméno ve 3. řadě několikrát zmíněno, na obrazovce se již neobjevila.
- Algernon Rowan-Webb (Paul Copley) – Algernon navštěvoval akademii jako student, když to bývala vysoká škola čarodějů, společně s Velkým čarodějem Egbertem Nudným. Jako teenager byl spolužákem Mortimerem proměněn v žábu. Jelikož neměl schopnost se zpět změnit, usadil se ve školním rybníku a zůstal žábou přes čtyřicet let. Mildred se s ním setká, když ji Ethel promění v dílu Žabí život v žábu. Slíbí mu, že mu pomůže proměnit se zpět. Poté, co byla zakázána účast na přednášce Velkého čaroděje, vtrhne Mildred dovnitř a vypráví Velkému čaroději o Rowan-Webbovi. Ten si ho pamatuje z kouzelnické školy a promění Rowana-Webba zpět v člověka. Poté, co se vrátí do lidské podoby, pobývá krátce na Kamelotu s Velkým čarodějem, než se přestěhuje do velkého domu u řeky a vezme si s sebou Merlina jako svého učedníka. Rowan-Webb se vrátí do akademie s Velkým čarodějem a třemi studenty během sněhové bouře. Později uspořádá návštěvu ve svém domě u řeky pro Mildred a její ročník, aby jí poděkoval za jeho záchranu.

## Řady a díly
| Řada | Díly | Premiéra          | Premiéra       |
| Řada | Díly | První díl         | Poslední díl   |
| ---- | ---- | ----------------- | -------------- |
| 1    | 13   | 22. října 1998    | 28. ledna 1999 |
| 2    | 13   | 4. listopadu 1999 | 3. února 2000  |
| 3    | 14   | 9. listopadu 2000 | 26. ledna 2001 |